# Вицелич, Иван
Иван Роберт Вицелич (англ. Ivan Robert Vicelich; 3 сентября 1976 года, Окленд, Новая Зеландия) — новозеландский футболист хорватского происхождения, защитник. Рекордсмен сборной Новой Зеландии по числу проведённых матчей (88). Участник трёх розыгрышей Кубка конфедераций.

## Биография
Начинал карьеру в новозеландских клубах, игравших на полулюбительском уровне. В 1999 году перешёл в только что образованный полностью профессиональный клуб «Футбол Кингз», заявленный для участия в австралийской лиге.
В 2001 году Вицелич уехал в Нидерланды, где пять с небольшим сезонов выступал за «Роду» (Керкраде) и два сезона за «Валвейк». Вернулся в Новую Зеландию в 2008 году, выступал за «Окленд Сити».
Первый матч за основную сборную Вицелич сыграл в 1995 году против сборной Уругвая, ранее привлекался в состав молодёжных сборных различных возрастов. Трижды становился победителем Кубка наций ОФК. В августе 2008 года объявил о своём уходе из сборной из-за разногласий с главным тренером Рики Хербертом, но перед Кубком конфедераций в мае 2009 года согласился помочь команде и был дозаявлен в состав в связи с травмой ключевого игрока, капитана сборной Райана Нелсена.
В июле 2010 года, после Чемпионата мира по футболу 2010 года, в котором игрок принял участие во всех трёх матчах группового турнира, с ним заключил краткосрочный контракт клуб «Шэньчжэнь Руби», представляющий Суперлигу Китая. В декабре 2010 году Вицелич вернулся в «Окленд».

## Достижения

### Командные
- Кубок наций ОФК — 1998, 2002, 2008
- Победитель Лиги чемпионов ОФК — 2008/09
- Чемпион Новой Зеландии — 1995, 1999, 2008/09, 2013/14, 2014/15
- Обладатель кубка Новой Зеландии — 1994, 1997, 1998, 2012

### Личные
- Лучший молодой футболист Новой Зеландии — 1994
- Лучший футболист Новой Зеландии — 2002
- Лучший игрок финала кубка Новой Зеландии — 1994, 1997